# Brilliant.org
Brilliant.org (または Brilliant) は、数学・物理学・数理ファイナンス・計算機科学の問題や講座を提供するウェブサイトおよび付随するインターネットコミュニティである。Brilliantは世界中の学生、専門家あるいは趣味人の数学的・科学的なスキルを見いだし涵養することを意図している。

## 歴史
Brilliantは2012年に設立された。2013年3月に開かれた開業式典にてCEO兼共同設立者のSue KhimがBrilliantのアイデアを披露すると、ベンチャーキャピタストのChamath Palihapitiyaの目を引いた。更に5月にKhimはTEDxでBrilliantの展望を示した。
2013年8月には、PalihapitiyaのSocial Capitalに加え、500 StartupsやKapor Capital、Learn Capital、Hyde Park Angelsからも資金を集め、利用者数は10万人を突破したと、TechCrunchにより伝えられた。2017年7月時点で、登録利用者数は400万人を超え、Facebookでは175万以上の「いいね」数を獲得している。

## 評価
Brilliantは世界中の前途有望な若い数学者や科学者を発掘するのに成功していると多くの出版物中で指摘されている。発掘された若年者の多くはBrilliantがなければその潜在能力を完全に発達させる機会がなかったであろうとされる。しばしば取り上げられる例としては、フィリピンのFarrell Wu、シンガポールのDylan Toh、アメリカ合衆国のPhoebe Caiが挙げられる。
BrilliantはThe New York Times、The Guardian、FiveThirtyEightといった出版物に数学や自然科学のパズルを定期的に寄稿している 。The AtlanticによればBrilliantは「数学革命」- アメリカで数学に秀でたティーンが急増した現象 - の触媒の役割を果たしてきたとしている。
2013年にCEO兼創設者のSue KhimはBrilliantに関する業績から教育分野の「Forbes 30 under 30」に名前が載った。

## サービス
アクティブラーニングを支援するアメリカ国立科学財団の研究に基づき、誘導付き問題解決型の数学・自然科学・工学コースを提供している。
これに加えて、コミュニティのメンバーが作問した数学および自然科学の難しい課題が毎週出題される。またコミュニティにより執筆されるインターラクティブな数学・自然科学のwikiを管理しており、約2000の記事が含まれる。
Brilliantの長期的な目標は「才能を探す組織が、スキルを身につけようという熱意を持った人を直接見つけることができるような、より効率的な方法をつくり出す」ことである。2016年にThe AtlanticはBrilliantについて「テック業界の中で決まって見込みがあると認められる主な企業」と評した。